# Erycius Puteanus

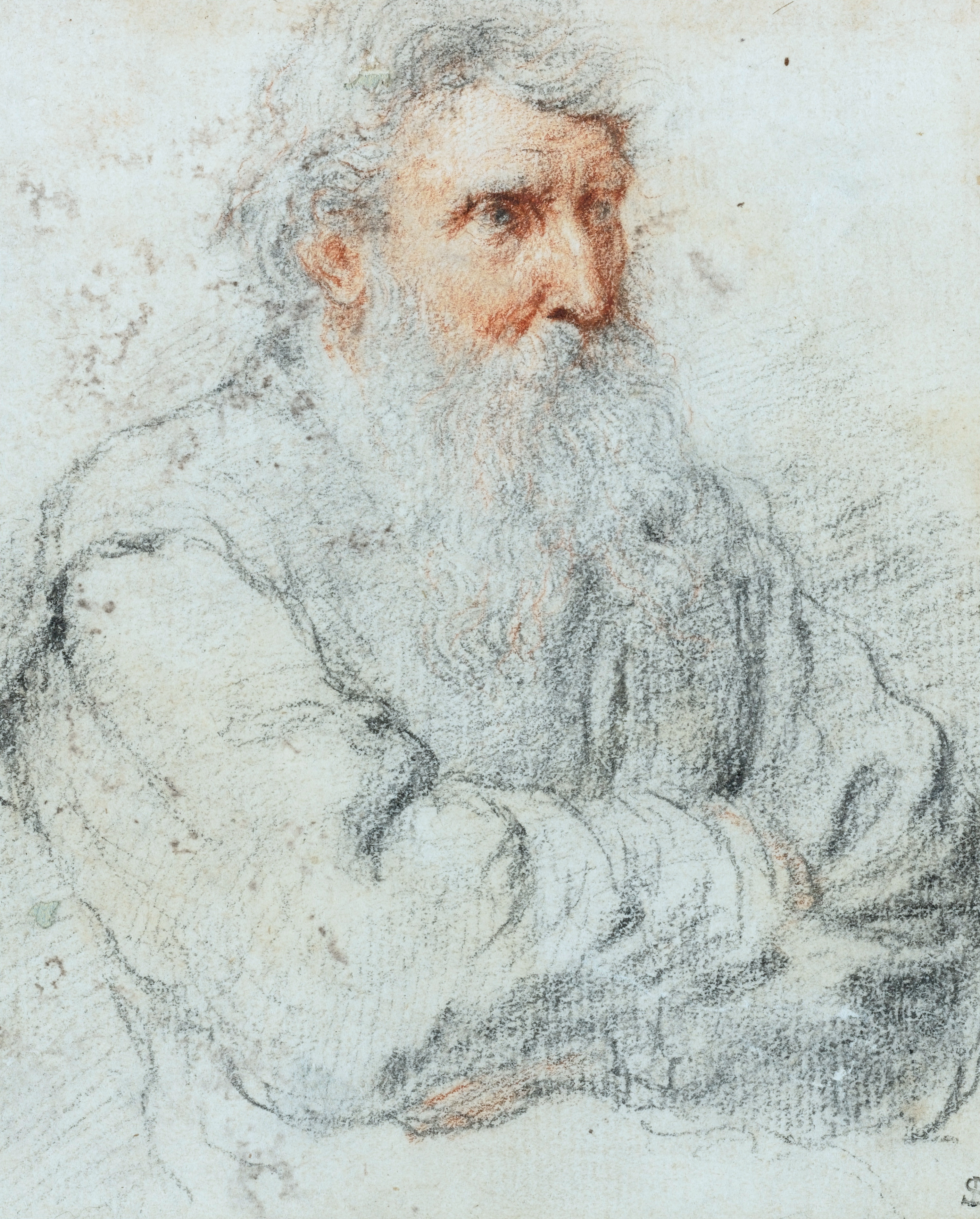
Erycius Puteanus (ca. 1638/39)

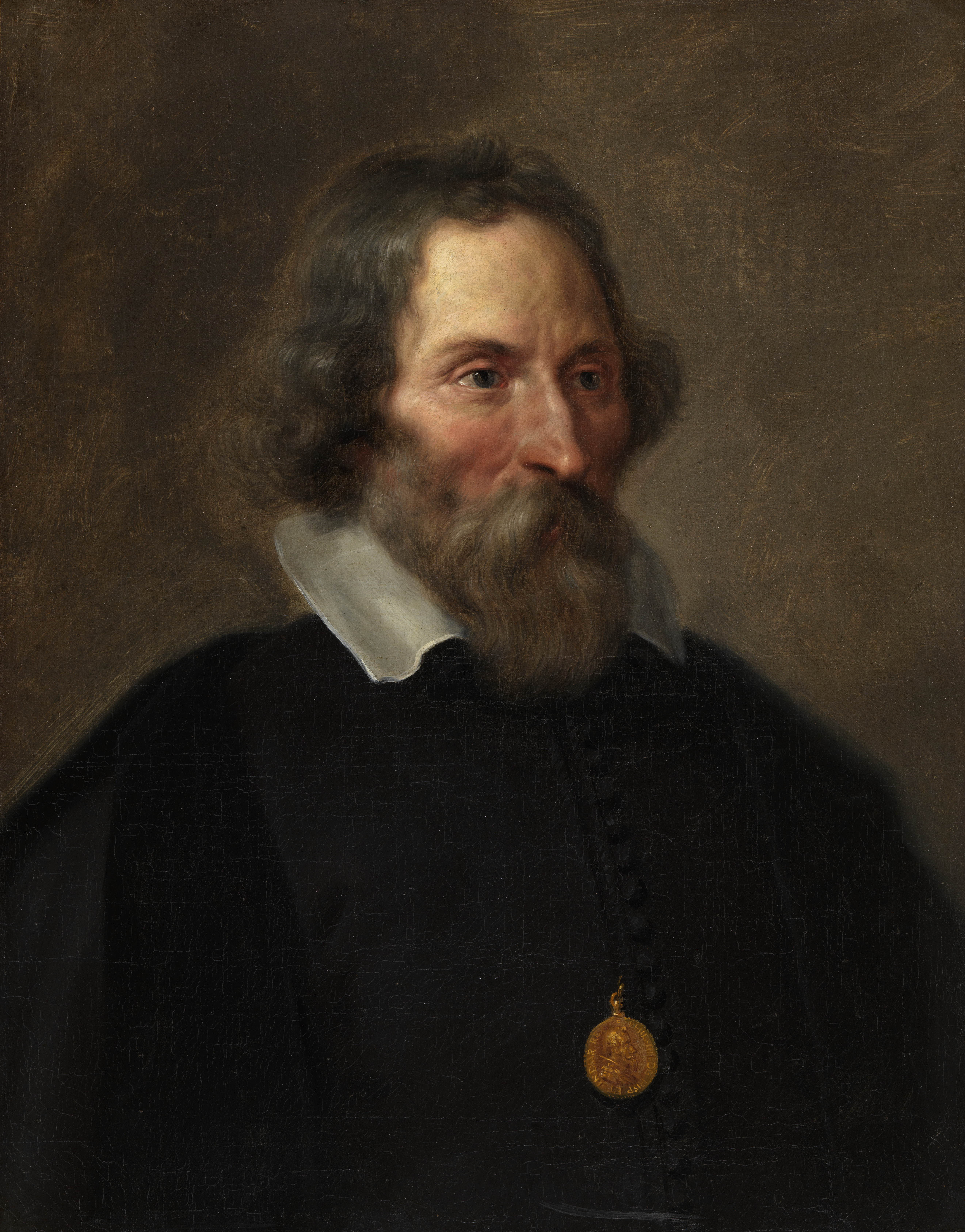
Porträt von Thomas Willeboirts Bosschaert (ca. 1650)

Erycius Puteanus (eigentlich: Eric de Put; * 4. November 1574 in Venlo; † 17. September 1646 in Löwen) war ein Humanist und Professor für Latein am Collegium Trilingue der Universität Löwen.

## Leben und Werk
Er wurde geboren als Sohn von Jan de Put, Bürgermeister in Venlo, und Gertruide Segers.
Nach dem Besuch der angesehenen Schule in Dordrecht und ab 1592 am Dreikönigsgymnasium in Köln studierte er an der Universität Löwen, wo er 1595 den Magister erwarb, und am Collegium Trilingue bei Justus Lipsius. Weiter studierte er nach 1595 Jura noch in Löwen, ab 1597 an der Universität Padua und am Palazzo delle Scuole Palatine, der Palastschule in Mailand, wo er 1599 zum Professor der Beredsamkeit berufen wurde. Philip III. von Spanien nahm ihn 1601 als Geschichtsschreiber in Dienst. 1604 heiratete er in Mailand aus einer allerdings verarmten Mailänder Adelsfamilie Maria Magdalena Della Torre. Mit dem Kardinal Federico Borromeo baute er die Bibliotheca Ambrosiana aus. In Mailand erhielt er auch den Doktortitel (in Jura), der notwendig war, um Professor an einer Universität zu werden.
1606 folgte er seinem Lehrer Lipsius als Professor am Collegium Trilingue in Löwen. Von 1606 bis zum Tod 1646 dozierte er dort in der Zeit des Dreißigjährigen Krieges. Er lebte mit seiner Frau und 14 (oder 16) Kindern auf dem Schloss Keizersberg in Löwen, das er im baufälligen Zustand übernahm und deswegen steuerfrei nutzen durfte. Dort konnte er viele Privatschüler aus höheren Kreisen unterbringen. Erzherzog Albrecht besuchte ihn 1618 mit der Ehefrau Isabella, stellte ihn als Ehrenratsherr an und betraute ihn mit Regierungsaufgaben.
Eryceus war ein philologischer Vielschreiber und Polyhistor, was schon Lipsius kritisiert hatte.
Er widmete sich auch der Musiktheorie in Modulata Pallas, sive septem discrimina vocum: ad harmoniae lectionis compendiarium usum aptata et contexta philologo quodam filo (Mailand 1599). Eine wichtige Änderung war seine Ausdehnung des Hexachords von Guido von Arezzo (ut, re, mi, fa, sol, la) durch eine siebte Note bi, wofür er kosmologische und numerologische Argumente anführte.
Puteanus beriet seinen Freund, den Astronomen Michael Florent van Langren (1598–1675), zur ersten Mondkarte. Van Langren nannte zwei Regionen nach ihm, die Aestuaria Bamelrodia (nach der Herkunftsfamilie van Bamelrode) und den crater Puteani.
Nach dem Tod 1646 wurde er in der Sint-Pieterskerk in Löwen begraben.

## Schriften
- Bibliotheca, 1622. (Bestand seiner Bibliothek auf dem Keizersberg)
- De luxu conviviorum, 1608 (gegen allzu üppige Gastmähler, in Antwerpen verbrannt)
- Olympiades, sola manv, vt vere annis mvndi respondent, compvtatæ. 1626, abgerufen am 7. August 2023 (englisch).
- De Obsidione Lovaniensi, J. Cnobbaert, Antwerpen 1636
- Sedigh leven, 1636 (Ruhiges Leben, pseudonym Honorius van den Born, niederländischsprachige Epigramme zum Alltagsleben)
- Sedigh leven, daghelycks broodt, 1638 und 1659 (Ruhiges Leben, täglich Brot, ebenso als Honorius van den Born, vermehrte Ausgabe), neu hrsg. Gent 1999, ISBN 978-90-72474-25-4.

## Einzelbelege
1. ↑  Rob Camps & Theo Huijs: Historisch Vademecum, Venlo 650 jaar stad 1343-1993 (1993), ISBN 978-90-90-05377-6
2. ↑  DBNL: Inleiding, Sedigh leven, daghelycks broodt (1639), Erycius Puteanus. Abgerufen am 8. August 2023 (niederländisch).
3. ↑  Erycius Puteanus: Errici Puteani ... Modulata pallas, siue Septem discrimina vocum, ad harmonicae lectionis nouum & compendiarium vsum aptata & contexta .. apud Pontianos, 1599 (google.de [abgerufen am 7. August 2023]).
4. ↑  Jan Papy: In Praise of the Omnipresent Egg: Erycius Puteanus' "Ovi Encomium" (1615). In: Humanistica Lovaniensia. Band 49, 2000, ISSN 0774-2908, S. 317–338, JSTOR:23974050.

| Personendaten    | Personendaten                                 |
| ---------------- | --------------------------------------------- |
| NAME             | Puteanus, Eryceus                             |
| ALTERNATIVNAMEN  | Put, Eric de                                  |
| KURZBESCHREIBUNG | niederländischer Humanist und Lateinprofessor |
| GEBURTSDATUM     | 4. November 1574                              |
| GEBURTSORT       | Venlo                                         |
| STERBEDATUM      | 17. September 1646                            |
| STERBEORT        | Löwen                                         |